# Costaros
Costaros é uma comuna francesa na região administrativa de Auvérnia-Ródano-Alpes, no departamento de Alto Loire. Estende-se por uma área de 3,85 km². Em 2010 a comuna tinha 553 habitantes (densidade: 143,6 hab./km²).